# Station Højstrup
Station Højstrup is een station op de Hornbækbanen, de spoorlijn die in het noordoosten van het Deense eilend Seeland Helsingør met Gilleleje verbindt. Het station is in 1906 met de rest van de lijn geopend, maar de halte is in 1991 enkele honderden meters richting Helsingør verplaatst.

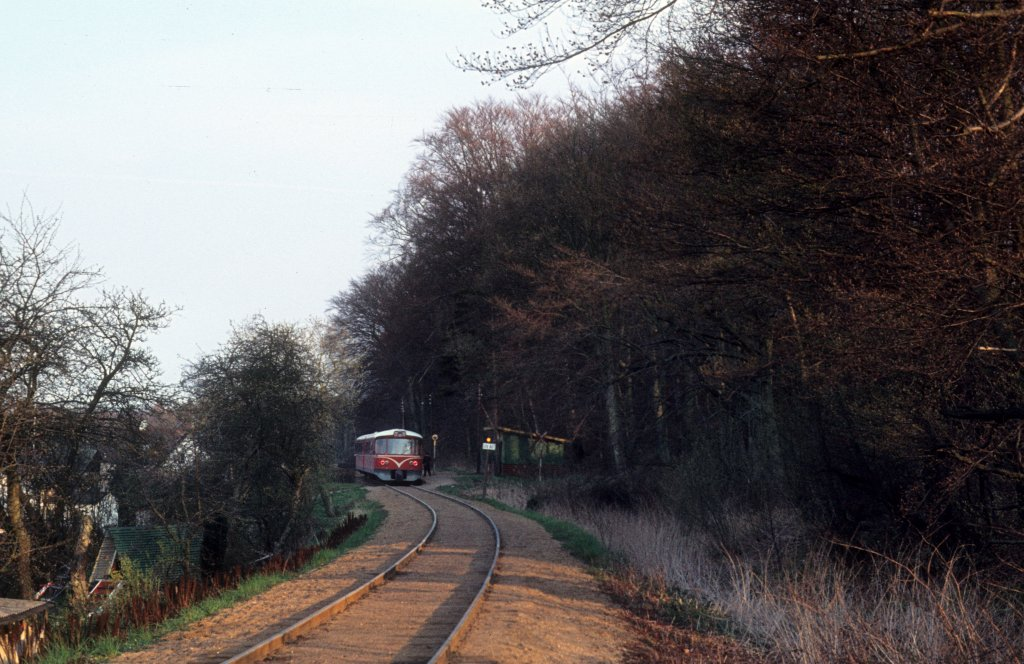
De oude halte, in 1973

Het station ligt net bezuiden een van de twee plekken waar volgens de plaatselijke overlevering Hamlet begraven zou liggen. Omwille van commerciële redenen is het grafmoment in het midden van de 19e eeuw handigerwijs verplaatst naar de kasteeltuin van het kasteel van Marienlyst.